# Nectaspida
Nectaspia, Nektaspida
Ordre
Nectaspida (aussi appelé Nectaspia ou Nektaspida) est un ordre fossile d'arthropodes au corps mou proposé par Raymond en 1920, dont le statut taxonomique est incertain. 
Les spécimens datent du Cambrien inférieur à l'Ordovicien supérieur. Les scientifiques ne s'entendent pas en ce qui concerne le classement exact de l'ordre. Plusieurs les voient comme des trilobites au corps mou, tandis que d'autres estiment que le faible nombre de représentants de ce groupe rend l'ordre superflu.

## Classification
L'ordre des Nectaspida est décrit en 1920 par le paléontologue américain Percy Edward Raymond (1879-1952).

## Familles et genres
Selon Paleobiology Database en 2024, le nombre de familles incluses est de deux :
- †Emucarididae Paterson et al., 2010
- †Naraoiidae Walcott, 1912

### Genres
Selon Paleobiology Database en 2024, les genres inclus se répartissent en trois genres sans famille, :
- Sans famille définie : 
  - †Buenaspis Budd, 1999
  - †Petalopleura Hou and Bergstrom, 1997
  - †Tarricoia Hammann et al., 1990
- famille †Emucarididae
  - †Emucaris Paterson et al., 2010
  - †Kangacaris Paterson et al., 2010
- famille †Naraoiidae
  - †Misszhouia Chen et al., 1997
  - †Naraoia Walcott, 1912
  - sous-famille †Liwiinae Dzik and Lendzion, 1988
    - †Liwia Dzik and Lendzion, 1988
    - †Soomaspis Fortey et Theron, 1995
    - †Tariccoia Hammann et al., 1990